# Pterois russelii
Pterois russelii — вид скорпеноподібних риб роду крилатка (Pterois) родини скорпенових (Scorpaenidae).

## Поширення
Вид зустрічається у Індійському океані, Перській затоці та на заході Тихого океану від берегів Африки до Нової Гвінеї.

## Опис
Риба середнього розміру до 30 см завдовжки, яскравого забарвлення. Тіло червоного з світлими поперечними смугами по всьому тілі, плавці — червоні. На спинному та грудних плавцях розміщені довгі, отруйні, яскраво забарвлені колючки.

## Спосіб життя
Це морський, тропічний вид, що мешкає на коралових рифах на глибині до 60 м. Активний хижак, що живиться дрібною рибою та ракоподібними.